# Jules Onana
 (décembre 2021).
Jules Denis Onana, né le 12 juin 1964 à Yaoundé au Cameroun est un joueur de football international camerounais, qui évoluait au poste de défenseur.

## Biographie

### Carrière en club
Il débute dans le football à Makak Club, puis rejoint l'équipe junior du Tonnerre de Yaoundé. Puis, il enchaine successivement dans les clubs Soleil de Yaoundé, Dragon de Yaoundé et Santos de Yaoundé, où il va être repéré par le Canon de Yaoundé, avec qui il devient champion du Cameroun en 1992, puis vainqueur de la coupe du Cameroun en 1993. À l'issue de cette saison, il rejoint Aigle de Nkongsamba avec qui il remporte le titre de champion du Cameroun.

### Carrière en sélection
Avec l'équipe du Cameroun, il dispute 56 matchs entre 1988 et 1995. Il figure notamment dans le groupe des sélectionnés lors de la coupe du monde de 1990. Lors du mondial organisée en Italie, il dispute trois matchs : contre la Roumanie, l'URSS et la Colombie.
Il participe également aux Coupes d'Afrique des nations de 1990, 1992 et fut capitaine de l'equipe nationale du cameroun en 1993.

## Palmarès
Canon Yaoundé
AIGLE de NKONGSAMBA
- Championnat du Cameroun (1) :
  - Champion : 1991.
  - Champion : 1994,

- Coupe du Cameroun (1) :
  - Vainqueur : 1993.